# Sérgio Viotti
Sérgio Luiz Viotti (São Paulo, 14 de março de 1927 — São Paulo, 26 de julho de 2009) foi um ator brasileiro.

## Carreira
Mudou-se para o Rio de Janeiro e publicou páginas literárias em jornais. Foi para Londres e na BBC fez crítica literária, foi tradutor, produtor, diretor e ator de rádio-teatro. Ali ficou até 1958. Em 57 dirigiu a atriz Madalena Nicol em monólogos no Arts Theatre, de Londres. Em 58, já no Brasil, continuou como diretor. Além de ator e diretor, Sérgio Viotti foi um dos fundadores da TV Cultura, quando ela passou à televisão educativa. Ele cuidava da parceria entre a Cultura e a BBC de Londres. Na década de 70 foi para a Rádio MEC, do Rio de Janeiro, como diretor artístico.
As telenovelas Olho por Olho e Olho no Olho, de que o ator participou, são frequentemente confundidas.
Américo Abreu e Manuel Melgaço, suas personagens em Anjo Mau e em Duas Caras, eram imigrantes portugueses.
Dulcinéa Vai à Guerra da TV Bandeirantes, terminou no dia do aniversário de 54 anos em 1981.
Morreu de ataque cardíaco em 26 de julho de 2009, aos 82 anos, depois de três meses internado. Foi companheiro de Dorival Carneiro Pereira, conhecido como Dorival Carper, durante seus últimos 47 anos de vida.

## Filmografia

### Na televisão
| Ano  | Título                   | Personagem         |
| ---- | ------------------------ | ------------------ |
| 1959 | Grande Teatro Tupi       | —                  |
| 1980 | Dulcinéa Vai à Guerra    | —                  |
| 1985 | O Tempo e o Vento        | Deodato            |
| 1986 | Sinhá Moça               | Frei José          |
| 1987 | Corpo Santo              | Grego (Nicolas)    |
| 1988 | O Primo Basílio          | Conselheiro Acácio |
| 1988 | Olho por Olho            | Eliseu             |
| 1989 | Kananga do Japão         | Saul               |
| 1990 | Meu Bem, Meu Mal         | Toledo             |
| 1990 | Mico Preto               | Plínio             |
| 1992 | Despedida de Solteiro    | Gabriel Chadade    |
| 1993 | Olho no Olho             | Jorginho           |
| 1995 | História de Amor         | Gregório Furtado   |
| 1995 | Irmãos Coragem           | Rafael Bastos      |
| 1996 | Xica da Silva            | Conde da Barca     |
| 1997 | Por Amor e Ódio          | Frederico Saragoça |
| 1997 | Anjo Mau                 | Américo Abreu      |
| 1999 | Suave Veneno             | Alceste            |
| 1999 | Terra Nostra             | Ivan Maurício      |
| 2001 | Os Maias                 | Padre Vasques      |
| 2002 | O Beijo do Vampiro       | Padre Ambrósio     |
| 2003 | A casa das sete mulheres | Padre Cordeiro     |
| 2004 | Um Só Coração            | Samuel             |
| 2006 | JK                       | Adolpho Bloch      |
| 2007 | Duas Caras               | Manuel de Andrade  |

### No cinema
- 1965 - 22-2000 Cidade Aberta
- 1965 - Um Ramo para Luísa
- 1986 - Angel Malo
- 1995 - Sábado - narrador
- 2004 - O Homem que Sabia Javanês - Barão de Jacuecanga